# Железничка станица Пирот
Железничка станица Пирот је једна од железничких станица на прузи Ниш—Димитровград односно Западна Европа - Софија - Истанбул. Налази се у насељу Пирот у граду Пироту.  
Пруга се наставља у једном смеру ка Сукову и у другом према према Станичењу.Железничка станица Пирот се састоји из 6 колосека. 

## Галерија 2022. године
- Зграда станице поглед са колосека
- Улаз у станицу преко моста из правца Димитровграда (Мост преко Градашничке реке)
- Улаз на колосеке из правца Ниша
- Помоћни објекат